# Villeneuve (Alberta)
Pour les articles homonymes, voir Villeneuve.
Villeneuve est un hameau (hamlet) du Comté de Sturgeon, situé dans la province canadienne d'Alberta.

## Démographie
En tant que localité désignée dans le recensement de 2011, Villeneuve a une population de 136 habitants dans 47 de ses 50 logements, soit une variation de 49.5% par rapport à la population de 2006. Avec une superficie de 0,310 6 km2, le hameau possède une densité de population de 437,862 2 hab/km2 en 2011.
Concernant le recensement de 2006, Villeneuve abritait 91 habitants dans 37 de ses 39 logements. Avec une superficie de 0,310 6 km2, le hameau possédait une densité de population de 293,0 hab/km2 en 2006.